# Beaulieu-sur-Layon
Beaulieu-sur-Layon é uma comuna francesa na região administrativa da Pays de la Loire, no departamento de Maine-et-Loire. Estende-se por uma área de 12,78 km². Em 2010 a comuna tinha 1 399 habitantes (densidade: 109,5 hab./km²).